# Castello ducale di Crecchio
Il castello ducale De Riseis-D'Aragona  è situato a Crecchio in provincia di Chieti. Attualmente ospita il Museo dell'Abruzzo bizantino e altomedievale.

## Storia
Le notizie del castello sono frammentarie, soprattutto sulla sua origine e sulle sue sistemazioni. L'unica antica descrizione del castello rinvenuta dagli archivi è quella del 1633 di Scipione Paternò:
(Scipione Paternò, 1633)
Tuttavia si può affermare che il castello si è sviluppato da una torre preesistente detta "dell'Ulivo" in stile duecentesco ed in seguito di trasformazioni nel corso dei secoli, trasformazioni avvenute a partire dal XV secolo. Il castello cambiò così forma da struttura difensiva ad architettura abitativa. Le aggiunte si divisero in due stadi di cui il primo comprende l'edificazione di il loggiato meridionale ed il corpo di fabbrica occidentale, mentre il secondo comprende il loggiato superiore ed il piano nobile della fabbrica adiacente. L'aggiunta di un livello superiore nei corpi di fabbrica eliminò la merlatura preesistente. La quarta torre venne distrutta nel 1881 da un terremoto e fu ricostruita nel 1904.
Il 9 settembre 1943 ospitò la famiglia reale dei Savoia in fuga da Roma a Brindisi. Il duca di Bovino, Giovanni De Riseis e la sua consorte Maria Antonietta d'Alife Gaetani d'Aragona, come dimostrano foto storiche all'interno del museo, erano assai legati a Vittorio Emanuele III. Mentre nel giugno successivo fu gravemente danneggiato dai bombardamenti. Recentemente è stato restaurato.
Nel restauro non sono stati ricostruiti la chiesetta di San Rocco, adiacente al castello, completamente distrutta, e l'ampio giardino ducale, il cui spazio è stato ridotto dalla costruzione di una scuola elementare.

## Descrizione

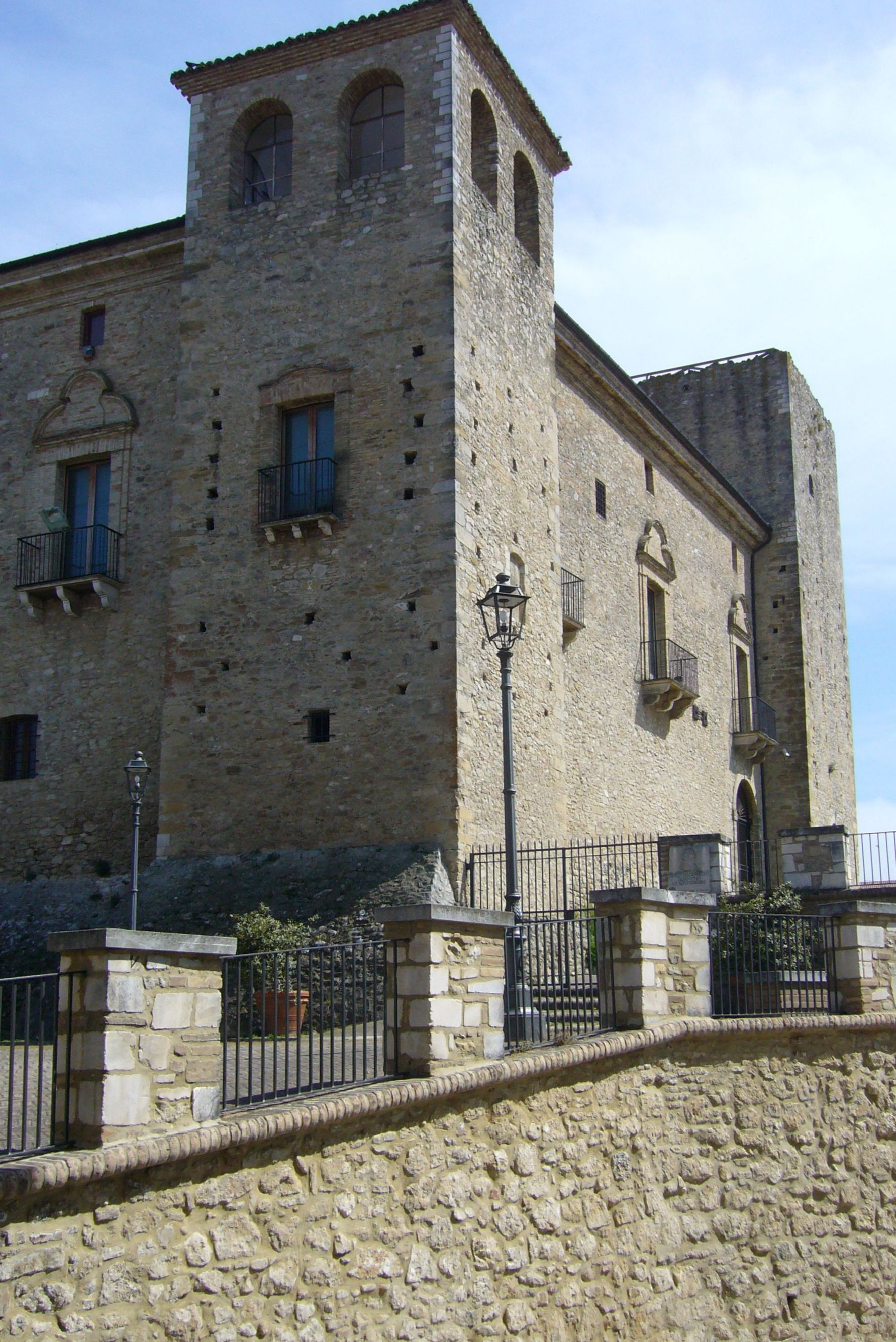
Accesso al castello

Il castello è sito su di un colle tra i due fiumi Arielli e Rifago. Il castello è composto da quattro torri angolari che racchiudono altrettanti corpi di fabbrica, La torre originaria di sud-ovest è la più grande di tutt'e quattro, è realizzata con blocchi di pietra sbozzata ed è suddivisa in tre livelli, di cui il pianterreno è rialzato.
Il castello è cinto da un perimetro di mura che racchiudono anche un giardino. Si accede al castello tramite un ponte.

### Esterno
Il castello ha pianta quadrata, nell'aspetto di organismo residenziale gentilizio. Costituito da quattro corpi serrati da torri angolari. 
- Torre dell'Ulivo: torrione normanno della struttura originaria dell'XI secolo, composta da tre livelli, con piano terra destinato a deposito di viveri. L'accesso è possibile grazie a una stretta scala a chiocciola, usata per le ronde di guardia.
- Torre aragonese: benché ricostruita dopo il 1943, affianca la torre normanna e risale al XV secolo. È a pianta quadrata ed è decorata da una sommità con merlature e beccatelli.
- Torri De Riseis: le due torri gemelle sono settecentesche e hanno pianta quadrata, con sommità a tetto spiovente. La decorazione consiste nelle finestre bifore a tutto sesto su ciascun lato. La base di ciascun lato ha profonde arcate cieche, segno dei bastioni della fortezza medievale. Solo il lato d'accesso è diverso, perché ha un arco di entrata che precede il chiostro con scalinata monumentale. Vi è, su un pilastro, lo stemma della famiglia De Riseis del 1789.

### Interno
L'interno venne danneggiato dai bombardamenti del 1943, e dunque interamente ricostruito negli anni '60 fedelmente all'originale, è privo degli arredi originali. In quanto bene pubblico, negli anni '80 ospitò la sede Municipale poi trasferitasi in altro luogo, lasciando spazio al nascente Museo dell'Abruzzo Altomedievale e Bizantino di cui è sede. Nella stanza precedente l'accesso alla torre normanna si conserva un letto a baldacchino simile a quello originario dei Duchi di Bovino, insieme a questo una cassapanca entrambe di provenienza esterna al castello, quivi collocate per ricostruire l'ambiente dove dormì Vittorio Emanuele III. Una collezione di fotografie immortala le visite varie del Principe Umberto II negli anni '30, nonché la famiglia reale sfollata nel 1943. Il resto delle sale è piuttosto spoglio, contenenti le teche dei reperti archeologici. Solo la torre De Riseis, presso l'ala grande del piano terra, conserva una volta a botte con stucchi tardobarocchi.